# Saulo Decarli
Pour les articles homonymes, voir Saulo.
Saulo Decarli, né le 4 février 1992 à Locarno, est un footballeur suisse. Il évolue au poste de défenseur central au Grasshopper Zurich.

## Biographie

### En club
Saulo Decarli joue en Suisse, en Italie, en Allemagne, puis en Belgique.
Il dispute 74 matchs en deuxième division allemande, inscrivant trois buts.

### En équipe nationale
Il est sélectionné avec les moins de 19 ans, les moins de 20 ans, puis avec les espoirs.

## Palmarès
- Club Bruges KV
  - Championnat de Belgique
    - Champion : 2018

  - Supercoupe de Belgique
    - Vainqueur : 2018

- VfL Bochum
  - 2. Bundesliga
    - Champion en 2021